# Assistant de changement de voie
 (mars 2024).
Si vous disposez d'ouvrages ou d'articles de référence ou si vous connaissez des sites web de qualité traitant du thème abordé ici, merci de compléter l'article en donnant les références utiles à sa vérifiabilité et en les liant à la section « Notes et références ».
 (mars 2024).
- Si vous ne connaissez pas le sujet, laissez ce bandeau (vous pouvez alors contacter les auteurs).
- Si vous supprimez le contenu mis en cause (vous pouvez préalablement contacter les auteurs),

argumentez précisément cette suppression dans la page de discussion
(un manque de référence n'est pas un argument ; une recherche réelle de référence doit avoir été effectuée, être formellement documentée).

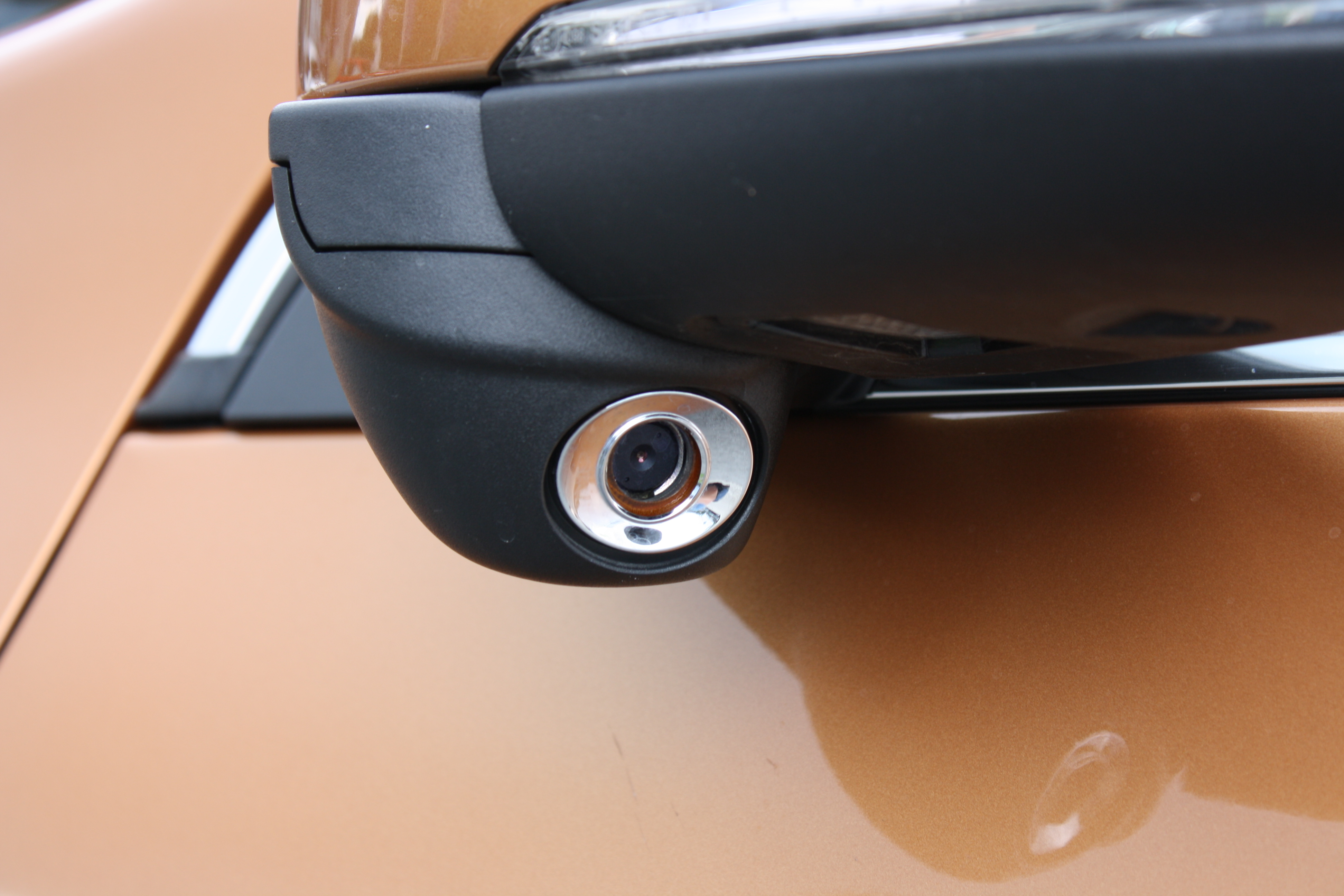
Caméra du rétroviseur extérieur d'une Volvo S60

L' assistant de changement de voie (également : aide au changement de voie ou assistant d'angle mort) est un système d'assistance à la conduite motorisée destiné à avertir le conducteur d'une collision imminente ou d'un risque de conflit lors d'un changement de voie.

## Définitions
Le règlement 79 de la CEE-ONU définit la «procédure de changement de voie» et la «manœuvre de changement de voie»:

« Par «procédure de changement de voie»: dans le cas d'une ACSF de catégorie C, une procédure qui débute
lorsque les feux indicateurs de direction sont activés par suite d'une action délibérée du conducteur et qui
prend fin lorsque les feux indicateurs de direction sont désactivés. Elle comprend les étapes suivantes:
a) Activation des feux indicateurs de direction par suite d'une action délibérée du conducteur;
b) Déplacement latéral du véhicule vers les limites de la voie;
c) Manœuvre de changement de voie;
d) Reprise de la fonction de maintien dans la voie;
e) Désactivation des feux indicateurs de direction.
Par «manœuvre de changement de voie»: une manœuvre faisant partie de la procédure de changement de
voie et qui:
a) Débute lorsque le bord extérieur de la bande de roulement du pneumatique de la roue avant du véhicule
la plus proche des marques de la voie entre en contact avec le bord intérieur des marques de la voie vers
laquelle le véhicule est en train d'être dirigé;
b) Prend fin lorsque les roues arrière du véhicule ont entièrement franchi les marques routières »

— règlement 79 de la CEE-ONU

## Fonctionnement
Les véhicules approchant sur la voie voisine sont détectés à l'aide de capteurs à ultrasons, de capteurs radar (24 GHz ou 77 GHz), de caméras ou scanners laser. Les capteurs modernes sont capables d'enregistrer les motocyclistes qui autrement seraient facilement ignorés.
Les avertissements au conducteur se produisent de différentes manières, selon que le clignotant a été activé ou non. Selon le système de capteurs utilisé, la portée de détection des véhicules approchant par l'arrière varie d'environ 3 mètres (ultrasons) jusqu'à parfois plus de 70 mètres (par exemple radar). Les capteurs à courte portée ne conviennent que pour détecter les véhicules dans les angles morts. Des capteurs plus étendus sont nécessaires pour les assistants actifs de changement de voie. Si aucun indicateur n'est activé, un avertissement visuel est émis. Cependant, si le clignotant est actif, un niveau d'avertissement plus élevé est activé, auquel cas l'avertissement est plus urgent. Ceci peut être indiqué visuellement via des indicateurs lumineux clignotant rapidement dans la zone des rétroviseurs extérieurs, acoustiquement via des tonalités d'avertissement ou haptiquement par vibration du volant, du siège conducteur ou du levier clignotant.
Différents noms peuvent être donnés à cette technologie, notamment: Aide au changement de voie, Surveillance d'angle mort ou Détection d'angle mort ou encore Détection passive d'angles morts.

## Assistant actif

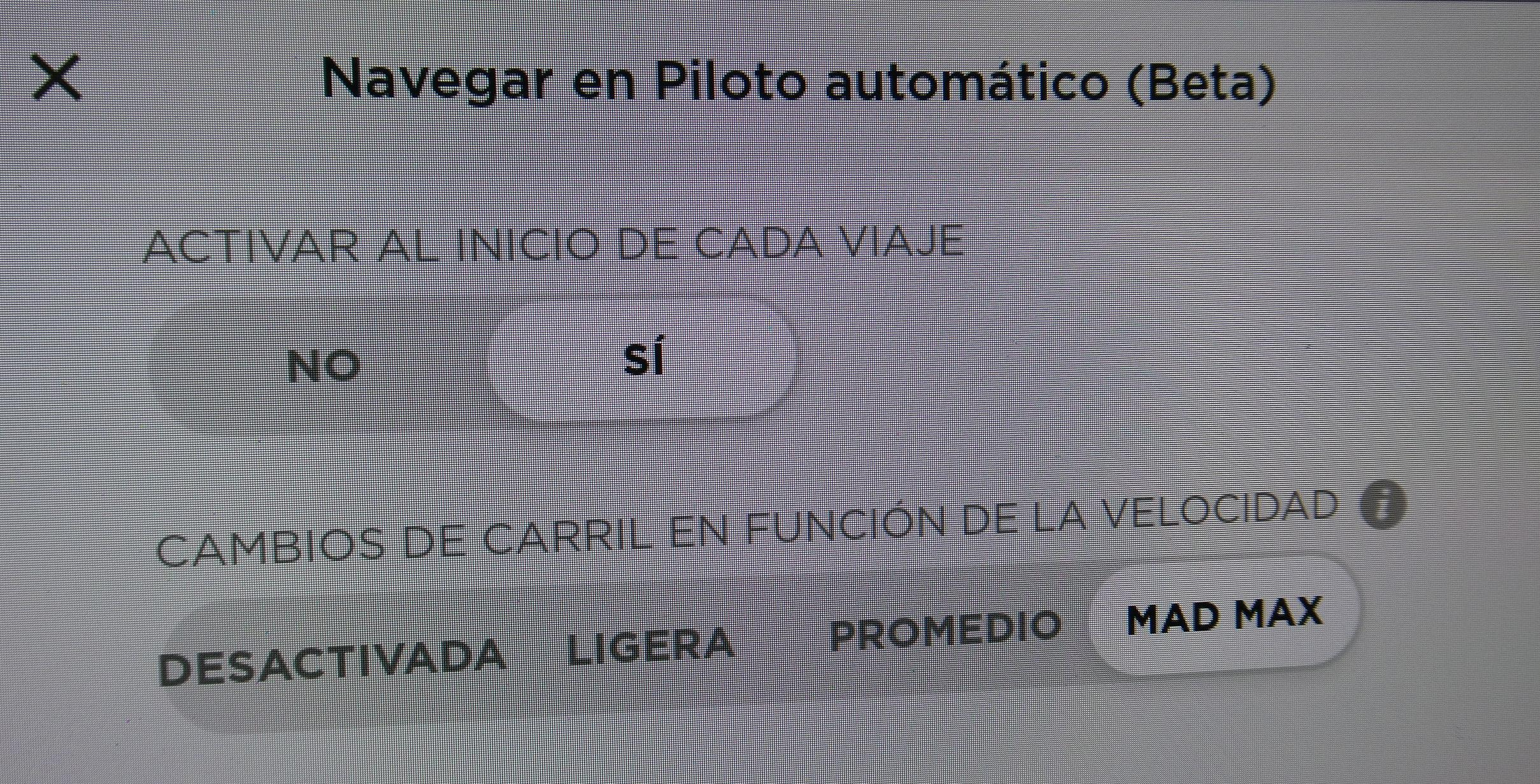
Un assistant bétâ de conduite permettant le changement automatique de voie pour doubler des véhicules dont l'allure est inférieure à la vitesse ciblée; le constructeur de ce véhicule a nommé "Mad Max" le mode le plus brusque d'après la franchise media.

Les fonctions d'assistance active signifient que l'assistant de changement de voie non seulement avertit le conducteur mais intervient également activement dans la direction. Ces variantes sont appelées assistance au maintien actif de voie, assistance latérale ou assistance au changement de voie ou direction automatique. Le système doit décider dans quelle direction, parmi deux voies adjacentes, il soutiendra activement la direction: retour à la voie d'origine ou passage à l'autre voie. Le conducteur peut surpasser le système avec le volant. Une fonction appelée assistant de dépassement signifie que le véhicule peut changer indépendamment de voie vers la voie adjacente après que le conducteur a signalé qu'il change de voie. Il n'est initialement disponible que sur les autoroutes à voies séparées ce qui est logique car il n'y a pas lieu de s'attendre ici à un trafic venant en sens inverse.
Aux États-Unis et au Canada, le changement de voie automatique, ou ALC (Automatic Lane Change) est disponible sur les Mercedes Classe C, Classe E et Classe S, mais aussi sur les véhicules électriques Mercedes-Benz de la série EQ.
En Europe, dans le nouveau système de Mercedes d'assistance de niveau SAE 2, le système peut exécuter le changement de voie automatique sans impulsion du conducteur, selon Tribune Auto. Le système peut aussi naviguer vers les sorties et changer d'autoroute.
Le conducteur reste responsable de la supervision de la conduite pendant le changement de voie automatique et les mains du conducteur devraient rester sur le volant lors du changement de voie.
À partir de 2024, la changement de voie est également disponible sur le Mini Countryman.
À partir de septembre 2024, le système qui fonctionne entre 80 km/h et 140 km/h doit être téléchargeable dans 33 pays européens en OTA.

## Règlementation CEE-ONU
Le règlementation de la Commission économique pour l'Europe des Nations unies (CEE-ONU) prévoit des technologies d'assistance à la conduite (dite de niveau 2) où le conducteur reste responsable de la conduite et des technologies de délégation de conduite (dite de niveau 3) où dans les cas prévus le véhicule est responsable de la conduite.
Dans le domaine des véhicules autonomes de niveau 3, depuis janvier 2023, le règlement CEE-ONU 157 encadre le changement de voie de ces véhicules.
Dans le domaine des assistances à la conduite de niveau 2, le règlement DCAS, dans sa phase 2 devant aboutir en 2025 ou 2026, permettrait au véhicule d'effectuer des décisions indépendantes supervisées par le conducteur.

## Avertissement de circulation arrière
La dernière extension fonctionnelle de l'assistant de changement de voie est l'alerte de trafic arrière, qui utilise les mêmes capteurs radar dans la jupe arrière. Lorsque vous sortez d'une place de stationnement en marche arrière, cela aide à reconnaître les voitures qui s'approchent. La plupart des systèmes fournissent un avertissement visuel et acoustique. Tant sur la VW Golf Sportsvan que sur la VW Passat B8, il existe même une intervention de freinage autonome qui peut empêcher ou au moins atténuer une collision.

## Application aux motos
Chez BMW Motorrad, l'assistance de vision latérale SVA était disponible pour la première fois en option dans les rétroviseurs latéraux dans le segment des motos en 2015 sur la C 650 GT.

## Véhicules équipés
En septembre 2024, la fonction doit arriver en Europe et en Suisse sur les véhicules Mercedes,
L'assistant de changement de voie est également disponible sur BlueCruise, dans certains pays.

## Critiques par l'ETSC
Il a été proposé par l'AVERE, un lobby d'industriels, de permettre au véhicule de prendre l'initiative du changement de voie, dans le cadre d'une évolution de la réglementation DCAS. L'ETSC s'est montré critique sur ce point, dans la mesure où le véhicule pourrait prendre une initiative sans engager sa responsabilité, alors que le conducteur désapprouvant cette initiative verrait sa responsabilité engagée.

## Littérature
- Karl-Heinz Dietsche, Thomas Jäger, Robert Bosch GmbH: Kraftfahrtechnisches Taschenbuch. 25e édition, Friedr. Vieweg & Sohn Verlag, Wiesbaden, 2003,  (ISBN 3-528-23876-3)